# Baszta (Stołowe Skały)
Baszta (niem. Untere Schollenstein, 500 m n.p.m.) – skała położona w południowo-zachodniej Polsce w Górach Złotych (Sudety).
Skalna baszta o wysokości 6 m w grupie gnejsowych Stołowych Skał (niem. Schollenstein) na zachodnim stoku Królówki w dolinie potoku Biała Lądecka, w pobliżu miejscowości Stójków i uzdrowiska Lądek-Zdrój, na terenie Śnieżnickiego Parku Krajobrazowego. Uznawana za jedną z atrakcji turystycznych okolic uzdrowiska.

## Stołowe Skały
Grupę tworzy osiem skał, położonych na wysokości 465–779 m n.p.m.
- Niżna (465 m n.p.m.)
- Baszta (500 m n.p.m.)
- Mała (505 m n.p.m.)
- Wyżna (520 m n.p.m.)
- Iglica lub Igliczna (526 m n.p.m.)
- Skalny Ząb (602 m n.p.m.)
- Trzy Ambony (660 m n.p.m.)
- Kobylicowa (779 m n.p.m.)

## Szlaki turystyczne
- Wzdłuż skał prowadzi czerwona ścieżka krajoznawcza Lądek-Zdrój-zamek Karpień-Stójków[2].
- ponad Skalnym Zębem przebiega zielony szlak rowerowy ER2  Stronie Śląskie-Lądek-Zdrój[2].